# Entolome
Entoloma
Genre
Le genre Entoloma (nom francisé : les Entolomes) comprend des champignons basidiomycètes de la famille des Entolomataceae. Ce sont souvent des espèces saprotrophes.

La phylogénétique les classe dans le clade V Tricholomatoïde de l'ordre des Agaricales. Il s'agit du genre ayant le plus grand nombre d'espèces après Cortinarius.
Étymologiquement « entoloma » provient du grec ancien ento ou endo ἐντό « en dedans, à l'intérieur », et loma,  λῶμ(α), « frange ou bord, ourlet », soit « à marge involutée » (dans la jeunesse).
Ce sont des sporophores d'aspect varié, charnus et robustes, mais aussi parfois grêles et de petite taille. Entoloma hochstetteri est par exemple entièrement bleu, ce qui est rarissime chez les espèces terrestres. Les espèces de ce genre se caractérisent par leurs lames adnées à échancrées et des spores anguleuses, rosées et ornées d'un réseau de crêtes interconnectées .
Certains sont comestibles comme Entoloma clypeatum dit « du bouclier » ou Entoloma sepium dit « des haies », d’autres sont indigestes comme Entoloma rhodopolium dit « Entolome gris-rosâtre », ou encore Entoloma nidorosum dit « Entolome à odeur de nitre ». D'autres sont franchement vénéneux comme Entoloma lividum, causant des intoxications de type gastro-intestinal.
Leur habitat est essentiellement terricole ; on les retrouve dans les haies, au bord des chemins, mais également dans les bois de feuillus et plus rarement sous les conifères.

## Description du basidiome
- Chapeau non séparable du pied, convexe ou conique puis étalé. Déprimé, bosselé ou mamelonné au centre, marge souvent ondulée et lobée.
- Lames peu serrées, adnées, échancrées à l’insertion sur le pied, le plus souvent blanchâtres à jaunâtres puis roses à brun rose, selon la maturité des spores.
- Stipe robuste ou grêle, ferme ou fragile selon les espèces, blanchâtre.
- Chair blanchâtre pouvant se teinter de jaune ou de roux dans les blessures. Généralement ferme.
- Odeur : souvent une agréable odeur de farine.
- Sporée : roses à brun rose.

## Confusions possibles
Des confusions sont possibles entre l’Entoloma lividum (vénéneux) et les Entoloma sepium, dit des haies et Entoloma clypeatum Entolome en bouclier (bons comestibles) ainsi qu’avec le Clitopilus prunulus dit Clitopile petite prune et le Tricholome de la Saint-Georges (excellents), en plus d’une ressemblance morphologique tous dégagent une agréable odeur de farine fraîche, le Clitocybe nébuleux est également concerné par une possibilité de méprise.

## Taxonomie

### Situation du genreEntoloma
- - Agaricales
    - Clade IV Tricholomatoïde
      - ...
        - Tricholomataceae
          - Clitocybae
          - Tricholomateae

        - Entolomataceae
          - Rhodocybe ssp.
          - Clitopilus ssp.
            - Entoloma sinuatum MRCA
            - Entoloma prunuloïdes
            - Entoloma ssp
            - Entoloma hochstetteri, Position probable
              - Nolanea ssp
                - Leptonia ssp
                  - Inocephalus spp

        - Lyophyllaceae

## Liste des espèces
L'espèce type est Entoloma sinuatum (Bull.) P. Kumm. (1871). Les autres espèces du genre sont :
- Entoloma aberrans E. Horak (1973)
- Entoloma acuticystidiosum E. Horak (1973)
- Entoloma aethiops (Scop.) Hesler (1967)
- Entoloma albidum Murrill (1917)
- Entoloma aromaticum E. Horak (1973)
- Entoloma asprelloides G. Stev. (1962)
- Entoloma asprellum (Fr.) Fayod (1889)
- Entoloma atrellum E. Horak (1973)
- Entoloma brunneolilacinum E. Horak (1973)
- Entoloma canoconicum E. Horak (1976) [1975]
- Entoloma cavipes E. Horak (1973)
- Entoloma cerinum E. Horak (1973)
- Entoloma chloroxanthum G. Stev. (1962)
- Entoloma clypeatum (L.) P. Kumm. (1871)
- Entoloma colensoi G. Stev. (1962)
- Entoloma conferendum (Britzelm.) Noordel. (1980)
- Entoloma congregatum G. Stev. (1962)
- Entoloma convexum G. Stev. (1962)
- Entoloma corneum E. Horak (1973)
- Entoloma crinitum E. Horak (1973)
- Entoloma croceum E. Horak (1980)
- Entoloma cucurbita E. Horak (1973)
- Entoloma deceptivum E. Horak (1973)
- Entoloma depluens (Batsch) Hesler (1967)
- Entoloma eulividum Noordel. (1985) [nom. nov.]
- Entoloma farinolens E. Horak (1973)
- Entoloma fuscum (Cleland) E. Horak (1980)
- Entoloma gelatinosum E. Horak (1973)
- Entoloma gracile G. Stev. (1962)
- Entoloma haastii G. Stev. (1962)
- Entoloma hochstetteri (Reichardt) G. Stev. (1962)
- Entoloma imbecille (E. Horak) E. Horak ex Segedin & Pennycook (2001)
- Entoloma incanum (Fr.) Hesler (1967)
- Entoloma lampropus (Fr.) Hesler (1967) [as 'lampropodum']
- Entoloma lanceolatum Wölfel & Hauskn. (1999)
- Entoloma latericolor E. Horak (1976) [1975]
- Entoloma lividoalbum (Kühner & Romagn.) Kubicka (1975)
- Entoloma mariae G. Stev. (1962)
- Entoloma melanocephalum G. Stev. (1962)
- Entoloma melleum E. Horak (1973)
- Entoloma minutoalbum E. Horak (1976) [1975] [nom. nov.]
- Entoloma nitidum Quél. (1883)
- Entoloma niveum G. Stev. (1962)
- Entoloma nothofagi sensu G. Stev. (1962)
- Entoloma obrusseum E. Horak (1980) [nom. nov.]
- Entoloma panniculum (Berk.) Sacc. (1887)
- Entoloma parsonsiae G. Stev. (1962) [as 'parsonsii']
- Entoloma pascuum (Pers.) Donk (1949)
- Entoloma peralbidum E. Horak (1973)
- Entoloma perplexum E. Horak (1973)
- Entoloma perzonatum E. Horak (1973)
- Entoloma phaeomarginatum E. Horak (1973)
- Entoloma placidum (Fr.) Noordel. (1981)
- Entoloma pluteimorphum E. Horak (1980) [nom. nov.]
- Entoloma porphyrescens E. Horak (1973)
- Entoloma procerum G. Stev. (1962)
- Entoloma psittacinum (Romagn.) E. Horak (1976) [1975]
- Entoloma rancidulum E. Horak (1973)
- Entoloma readiae G. Stev. (1962) [as 'readii']
- Entoloma rhodopolium (Fr.) P.Kumm. (1871)
- Entoloma saepium (Noulet & A. Dass.) Richon & Roze (1886)
- Entoloma sericellum (Fr.) P. Kumm. (1871)
- Entoloma sericeum Quél. (1872) [as 'sericeus'] [nom. nov.]
- Entoloma serratomarginatum Horak (1980)
- Entoloma staurosporum (Bres.) E.Horak (1976) [1975]
- Entoloma strictum G. Stev. (1962)
- Entoloma sulphureum E. Horak (1973)
- Entoloma translucidum E. Horak (1973)
- Entoloma uliginicola E. Horak (1980) [as 'uligincola']
- Entoloma virescens (Berk. & M.A. Curtis) E. Horak ex Courtec. (1986)
- Entoloma viridomarginatum (Cleland) E. Horak (1980)
- Entoloma vulsum E. Horak (1973)

### Noms vernaculaires français
- Entoloma albidum - cendré
- Entoloma aprile - d'avril
- Entoloma argenteum - argenté
- Entoloma bicolor - bicolore
- Entoloma clypeatum - en bouclier
- Entoloma cokeri - de Coker
- Entoloma flavifolium - à lames jaunes
- Entoloma fumosoluteum - jaune fuligineux
- Entoloma lividoalbum - blanc livide
- Entoloma lividum - livide (= E. sinuatum)
- Entoloma luridum - blafard
- Entoloma murinum - gris souris
- Entoloma niphoides - blanc de neige
- Entoloma rhodopolium - gris rosâtre
- Entoloma subradiatum - radié
- Entoloma subsinuatum - subsinué
- Entoloma turbidum - à pied strié